# Gilles Gilbert
Gilles Joseph Gérard Gilbert (* 31. März 1949 in Saint-Esprit, Québec; † 6. August 2023 in Québec City, Québec) war ein kanadischer Eishockeytorwart, -trainer und -scout, der im Verlauf seiner aktiven Karriere zwischen 1966 und 1983 unter anderem 448 Spiele für die Minnesota North Stars, Boston Bruins und Detroit Red Wings in der National Hockey League (NHL) bestritt. Mit den Boston Bruins erreichte Gilbert im Verlauf der Stanley-Cup-Playoffs 1974 die Finalserie um den Stanley Cup, nachdem er im selben Jahr bereits am NHL All-Star Game teilgenommen hatte. Zudem hält er den NHL-Rekord für die meisten, aufeinanderfolgenden Siege eines Torhüters, als er zwischen Ende Dezember 1975 und Ende Februar 1976 insgesamt 17-mal siegreich das Eis verließ.

## Karriere
Gilbert verbrachte den Beginn seiner Juniorenzeit zwischen 1966 und 1968 zunächst bei den Reds de Trois-Rivières in der Ligue de hockey junior du Québec (LHJQ), der Vorgängerliga der Ligue de hockey junior majeur du Québec (LHJMQ). Zwischenzeitlich wurde der Torhüter für den Memorial Cup 1967 an den Ligakonkurrenten Thetford Mines Canadiens ausgeliehen. Zur Saison 1968/69 wechselte er innerhalb des kanadischen Juniorenligensystems zu den London Knights aus der Ontario Hockey Association (OHA), wo er seine letzte Juniorenspielzeit absolvierte. Anschließend wurde Gilbert im NHL Amateur Draft 1969 in der dritten Runde an 25. Stelle von den Minnesota North Stars aus der National Hockey League (NHL) ausgewählt.
Seine erste Profisaison bestritt der Franko-Kanadier für die Iowa Stars, das Farmteam der Minnesota North Stars aus der Central Hockey League (CHL). Gilbert absolvierte die Saison als Stammtorhüter und kam im Verlauf des Spieljahres auch zu seinem Debüt in der NHL. Mit Beginn der Saison 1970/71 stand der Schlussmann als dritter Torwart hinter Cesare Maniago und Gump Worsley im Kader der North Stars, die ihn zugleich weiter ausbildeten. Über einen Zeitraum von drei Spielzeiten kam er auf 43 Einsätze für Minnesota, wobei er den Großteil der Saison 1971/72 bei den Cleveland Barons in der American Hockey League (AHL) verbrachte und im Spieljahr 1972/73 hinter Maniago die zweitmeisten Einsätze absolvierte. Das Potential des 24-jährigen Torhüters blieben auch den anderen NHL-Franchises nicht verborgen, und so erwarben ihn im Mai 1973 die Boston Bruins im Tausch für Fred Stanfield.
In Boston beerbte Gilbert den zu den Toronto Maple Leafs transferierten Eddie Johnston, der elf Jahre lang das Tor der Bruins gehütet hatte. Gilbert war in den ersten drei Jahren in Boston die uneingeschränkte Nummer 1 zwischen den Pfosten. Im Verlauf seines ersten Jahres nahm er am NHL All-Star Game 1974 teil und erreichte mit der Mannschaft im selben Jahr die Finalserie um den Stanley Cup, die allerdings die Philadelphia Flyers gewannen. Im Verlauf der Saison 1975/76, in der er zwischen Ende Dezember 1975 und Ende Februar 1976 insgesamt 17-mal siegreich das Eis verließ und damit einen NHL-Rekord für die meisten, aufeinanderfolgenden Siege eines Torhüters aufstellte, erwarben die Bruins den erfahrenen Gerry Cheevers zurück, der das Team vier Jahre zuvor in Richtung World Hockey Association (WHA) verlassen hatte. Cheevers übernahm zur Spielzeit 1976/77 den Stammposten von Gilbert, der in den folgenden vier Jahren lediglich als Ersatzmann agierte.
Der damals 31-Jährige suchte nach insgesamt sieben Jahren in Boston eine neue sportliche Herausforderung, obwohl er erst im Jahr zuvor einen neuen Zweijahresvertrag unterschrieben hatte, und wurde daher im Juli 1980 an die Detroit Red Wings abgegeben. Im Gegenzug wechselte mit Rogatien Vachon ein anderer Torwart nach Boston. Bei den Red Wings verbrachte Gilbert drei Spielzeiten – im ersten Jahr mit 48 Einsätzen zunächst als Stammkeeper, danach ein Jahr als Ersatzmann von Bob Sauvé sowie abschließend als dritter Mann hinter Greg Stefan und Corrado Micalef. Nach dem Ende der Saison 1982/83 beendete Gilbert im Alter von 34 Jahren seine Karriere als aktiver Spieler. Ab Mitte der 1990er-Jahre kehrte er jedoch als Torwarttrainer und Scout in die NHL zurück, wo er in diesen Positionen zwischen 1996 und 2001 für die New York Islanders arbeitete. Er verstarb im August 2023 im Alter von 74 Jahren in seiner Wahlheimat Québec City.

## Erfolge und Auszeichnungen
- 1974 Teilnahme am NHL All-Star Game

## Moderne NHL-Rekorde1
- Meiste Siege in Serie (17; 26. Dezember 1975 bis 29. Februar 1976)

1 Moderne NHL-Rekorde werden seit 1944 aufgestellt, als die rote Mittellinie eingeführt wurde

## Karrierestatistik
(Legende zur Torhüterstatistik: GP oder Sp = Spiele insgesamt; W oder S = Siege; L oder N = Niederlagen; T oder U oder OT = Unentschieden oder Overtime- bzw. Shootout-Niederlage; Min. = Minuten; SOG oder SaT = Schüsse aufs Tor; GA oder GT = Gegentore; SO = Shutouts; GAA oder GTS = Gegentorschnitt; Sv% oder SVS% = Fangquote; EN = Empty Net Goal; 1 Play-downs/Relegation; Kursiv: Statistik nicht vollständig)